# Microrregión del Valle del Açu
La microrregión del Vale do Açu es una de las  microrregiones del estado brasileño del Río Grande del Norte perteneciente a la mesorregión  Oeste Potiguar. Su población fue estimada en 2006 por el IBGE en 134.253 habitantes y está dividida en nueve municipios. Posee un área total de 4.708,834 km².

## Municipios
- Assu
- Alto do Rodrigues
- Carnaubais
- Ipanguaçu
- Itajá
- Jucurutu
- Pendências
- Porto do Mangue
- São Rafael

- Datos: Q2159107